# Solanum elvasioides
Solanum elvasioides ist eine in Ecuador beheimatete Pflanzenart aus der Gattung Nachtschatten (Solanum) in der Familie der Nachtschattengewächse (Solanaceae).

## Beschreibung

### Vegetative Merkmale
Solanum elvasioides ist ein 2 bis 5 m hoher Strauch oder kleiner Baum mit schlankem, spröde aussehendem Stamm. Die Rinde ist unbehaart und gräulich, an älteren Stämmen ist sie blass grau. Neue Triebe sind unbehaart oder spärlich weiß oder rötlich papillös. Die sympodialen Einheiten sind an reproduktiven Trieben einblättrig oder gelegentlich auch zweiblättrig bis fast paarweise.
Die Laubblätter sind einfach, schmal elliptisch bis lanzettlich, 3,5 bis 9 cm lang und 0,9 bis 2,5 cm breit. Sowohl Blattoberseite als auch -unterseite sind unbehaart. Die Basis ist zugespitzt, die Blattränder sind in Herbarmaterial umgebogen. Die Spitze der Blätter ist zugespitzt bis spitz. Von der Blattachse gegen 15 bis 30 Paar Blattadern aus, die dicht zusammen stehen und parallel verlaufen. Auf der Blattoberseite sind sie kaum sichtbar, auf der Unterseite sind sie nicht hervorstehend. Der Blattstiel ist 0,2 bis 0,9 mm lang und durch die herablaufende Blattbasis leicht geflügelt.

### Blütenstände
Die Blütenstände stehen den Laubblättern gegenüber oder entspringen gelegentlich auch zwischen den Knoten. Sie sind 0,1 bis 1 cm lang und bestehen aus zwei bis sechs Blüten. Der Blütenstandsstiel ist 0 bis 0,2 mm lang. Über die Gestalt der Blüten ist nichts bekannt, die sehr jungen Knospen sind elliptisch geformt.

### Früchte und Samen
Die Frucht ist eine kugelförmige Beere mit einem Durchmesser von 0,9 bis 1 cm. Sie ist bei Reife grün und unbehaart. Die Stiele sind an den reifen Früchten 1 bis 1,5 cm lang, besitzen an der Basis einen Durchmesser von 0,5 mm und an der Spitze einen Durchmesser von etwa 1,5 mm. Sie sind gebogen bis leicht gebogen.
Die Samen sind 0,3 bis 0,4 mm lang und 0,2 bis 0,3 mm breit. Sie sind flach nierenförmig, rötlich braun und an den Rändern leicht blasser und verdickt. Die Samenoberfläche ist fein gekörnt.

## Verbreitung
Die Art ist nur durch zwei Sammlungen aus der Provinz Loja in Ecuador bekannt. Sie wächst dort im Páramo oder in strauchiger Vegetation in Höhenlagen von 2600 bis 2800 m.

## Systematik
Solanum elvasioides gehört zur Geminata-Klade der Gattung der Nachtschatten (Solanum).

## Nachweise
- Sandra Knapp: Solanum elvasioides. In: Solanaceae Source (Memento vom 9. August 2012 im Internet Archive)